# Esperia TV
Esperia TV è un'emittente televisiva privata calabrese con sede a Crotone, visibile sul canale 15 del digitale terrestre e in streaming su www.esperia.tv.

## Storia
Esperia TV nasce a Crotone il 6 dicembre 2011 per iniziativa dell'imprenditore Massimo Marrelli. Ad aprile del 2022 cambia l'LCN da 18 a 15.